# Черкесский меджлис

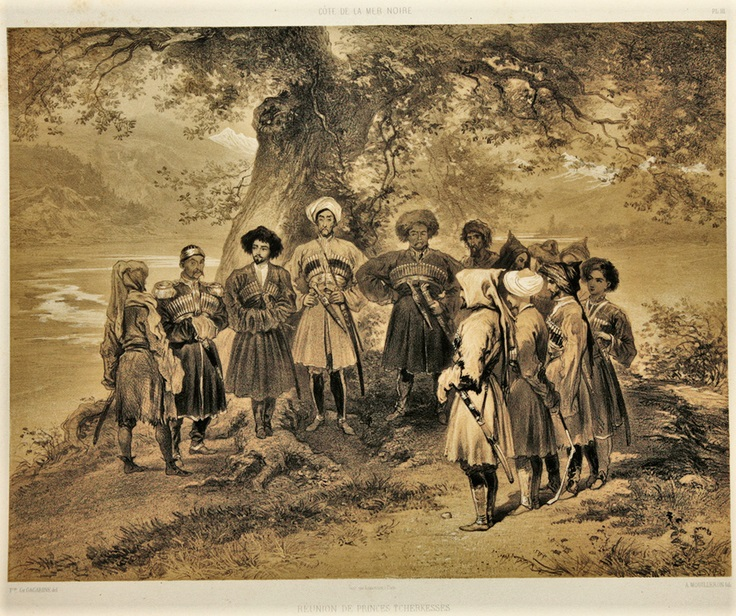
Князь Григорий Гагарин. Совещание черкесских князей в окрестностях Сочи. 1847 год. Хотя на картине изображено событие более раннего времени, оно даёт представление о внешнем виде черкесской аристократии.

Черкесский Меджлис (адыг.: Хасэ) — военно-политический совет, созданный для координации сопротивления русским войскам, который образовался в 1860 году после встречи в Сочи лидеров трех прибрежных племен: шапсугов, натухайцев и убыхов.
Меджлис состоял из лидеров трёх племен и был создан с целью не допустить дальнейшего продвижения русских войск в западную часть Черкесии. Ставились также цели освободить от русских войск восточную Черкесию, и, кроме того, направить делегатов за границу, чтобы заручиться поддержкой на международном уровне. Несмотря на блокаду черноморского побережья русскими войсками и флотом, Меджлис действительно направил делегации в Османскую империю и Великобританию, чтобы заручиться поддержкой обеих стран.
Первым постановлением Меджлиса было указание рассматривать Сочи, как место резиденции Меджлиса и считать его столицей всей Черкесии. Остальные постановления касались общего военного командования и координации нападений на русские укрепления на черноморском побережье. 
Тем не менее, деятельность меджлиса, несмотря на кипучую поддержку геополитических противников России — Великобритании и Турции, оказалась запоздалой и безуспешной. Уже в 1862 году Сочи был взят русскими войсками, меджлис распущен, а многие его лидеры погибли. Вооруженное сопротивление переместилось выше в горы, в район сегодняшнего горнолыжного курорта Красная Поляна, однако и поселение на месте сегодняшней Красной поляны пало в 1864 году, после чего вся Черкесия оказалась под властью России.